# Ibicella
Ibicella  (Stapf) Van Eselt., 1929 è un genere di piante angiosperme appartenente alla famiglia Martyniaceae diffuso in Sud America.

## Tassonomia
Il genere comprende 2 specie:
- Ibicella lutea (Lindl.) Van Eselt.
- Ibicella parodii Abbiatti